# XX Tauri

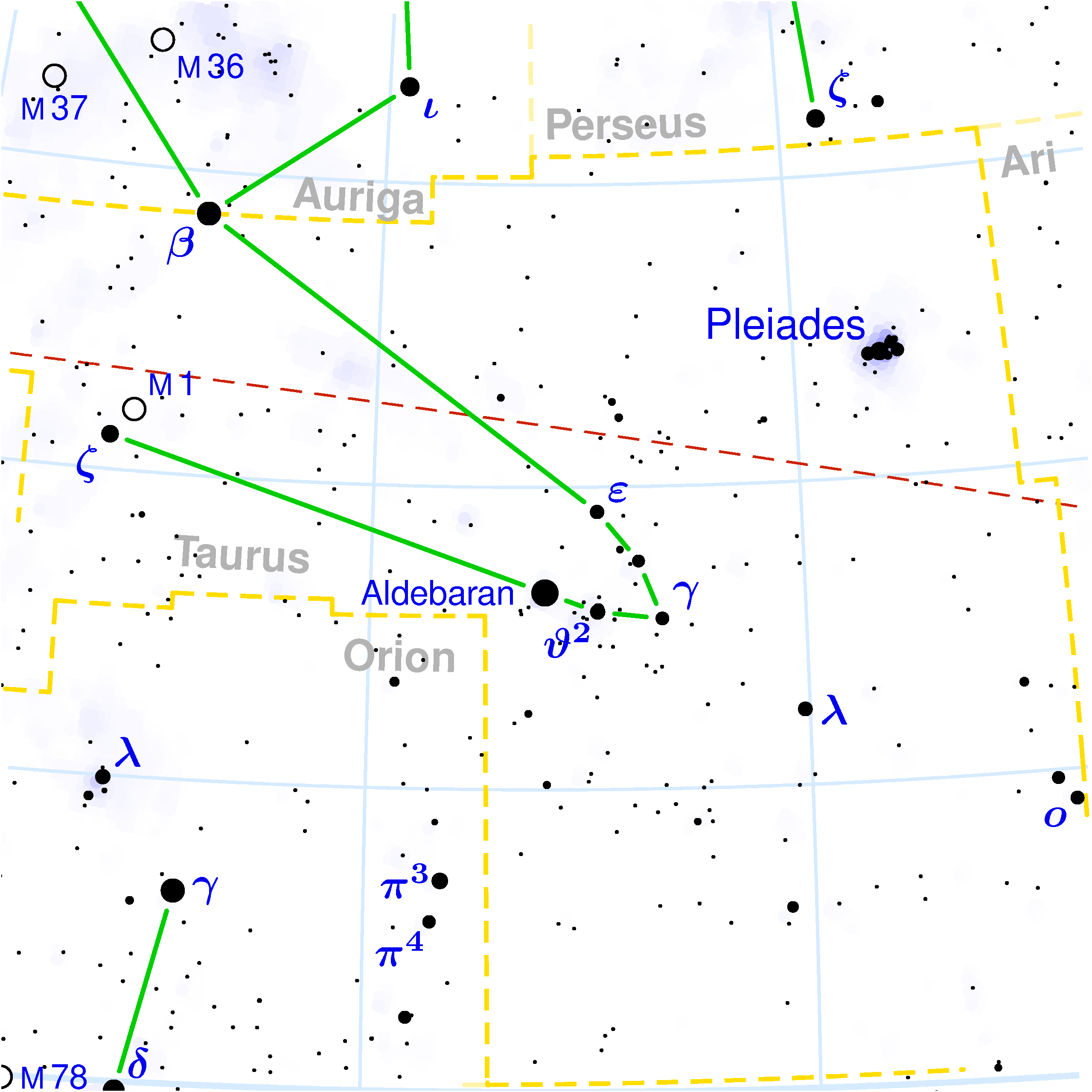
Sternbild Stier

XX Tauri (auch Nova Tauri 1927) war eine Nova, die im Jahr 1927 im Sternbild Stier erschien. Es wird angenommen, dass sie eine Helligkeit von mindestens 6,0 mag erreichte. Die genaue Entdeckung wurde mit dem 30. September 1927 datiert.

## Koordinaten
- Rektaszension: 05h 19m 24s.467
- Deklination: −16° 43' 01".02